# 오버호펜성
오버호펜성(독일어: Schloss Oberhofen)은 스위스 베른주의 오버호펜 시정촌에 있는 성이다. 이 성은 12세기에 건설되었으며, 오늘날 툰성 박물관이 있고, 스위스 국가중요문화유산이다.

## 역사
중세 시대에 폰 오버호펜 남작은 마을 위의 언덕에 밤성을 지었다. 1200년에 가문의 딸 이타가 폰 에센바흐 가문과 결혼하여 이 가문에게 성과 마을을 주었다. 13세기에 그들은 툰 호수 기슭에 새로운 성을 짓기 시작했다. 성의 마지막 소유자 중 한 명인 발터 4세 폰 에센바흐는 1308년 알브레히트의 조카 요한 파리키다에 의해 알브레히트 1세 왕과 함께 암살되었다. 1306년 폰 에셴바흐 가문은 오버호펜과 성을 합스부르크 왕가에 팔도록 강요받았다. 합스부르크 왕가가 가신의 계승자로 임명한 그들, 특히 툰성을 소유한 키부르크가를 위한 지역을 관리하기 위함이었다. 1383~84년 부르크도르 퍼크리크에서 키부르크 가문이 패배하고, 1386년 젬파흐 전투에서 합스부르크가 결정적으로 패배한 후 베른은 베른고원의 오스트리아 영토로 확장하기 시작했다. 그들은 1386년에 오버호펜을 점령했고, 마침내 1397년에 모든 봉건 토지 소유자로부터 모든 토지와 권리를 구매하거나 찬탈할 수 있었다. 다음 해에 그들은 성과 오버호펜 통치권을 베른 시민인 루트비크 폰 세프티겐에게 매각했다.
다음 세기에 걸쳐 도시, 성과 통치권은 여러 베른 귀족 가문을 거쳤다. 1652년 오버호펜에 있는 폰 에를라흐 가문의 남성 가계가 끊어지자 베른은 성과 토지를 인수했다. 그들은 오버호펜 영지를 만들고 오버호펜성을 영지 행정 중심지로 전환했다. 1798년 프랑스 침공 이후, 오버호펜 암 투너제는 베른고원의 헬베티아 공화국 주의 일부가 되었다. 헬베티아 공화국의 붕괴와 1803년 중재법 이후 새로 생성된 툰구에 합류했다.
성은 1803년 이후 개인의 손에 넘어갔고 다음 해에는 여러 명의 소유주가 되었다. 1849-52년에 푸르탈레스 가문은 성을 현재의 모습으로 개조하고 확장했다. 1940년에 미국인 윌리엄 마울 메시는 성을 관리하고 유지하기 위해 오버호펜성 재단을 설립했다. 1952년에 이곳은 베른 역사박물관의 일부가 되었고, 2년 후 그들은 성에 분관을 열었다.

## 성 유적지

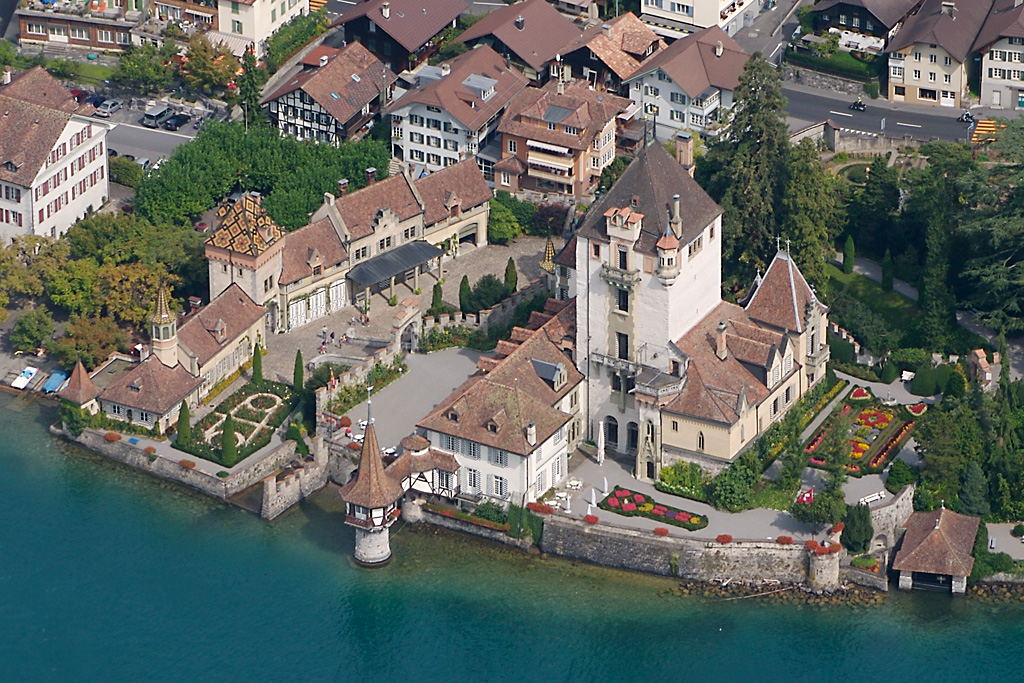
오버호펜성의 공중뷰

중앙 천수각은 아마도 1200년경으로 추정되며, 두께는 2m이고, 약 11 x 12.5m이다. 성의 나머지 부분은 이 고대 요새 주변에서 다음 세기에 걸쳐 개발되었다. 1473년에 호숫가에 있는 천수각의 1층에 예배당이 추가되었다. 아마도 동시에 호수에 탑이 세워졌을 것이다. 1680년 성의 삽화에 호수탑이 등장한다.
베른이 폰 에를라흐 가문에서 성을 인수한 후 베른 집행관의 자리가 되었고 확장되었다. 1700년까지 베른의 보수 공사는 대부분 완료되었다. 원래 타워는 베른식 바로크 양식으로 지어진 새 건물로 부분적으로 둘러싸여 있었다. 호숫가에는 가든룸이 건설되고, 급수탑이 철거되었다. 다음 세기 동안 성은 성이 개인 소유로 돌아갈 때까지 거의 변경되지 않았다. 1849년과 1852년 사이에 뇌샤텔의 프로이센 백작 드 푸르탈레스가 성을 재건했다. 성의 북동쪽은 전체 서쪽 정면과 마찬가지로 재건되었다. 2.5ha 공원이 성 남쪽에 추가되었다. 급수탑은 재건되었고, 기발한 첨탑으로 장식되었다. 성 내부에는 식당과 대강당을 지었다. 위층에는 화려한 도서관과 터키식 흡연실이 추가되었다. 터키식 흡연실은 카이로의 부유한 집에 있는 유사한 방을 기반으로 했으며, 1853년에서 1855년 사이에 베른 건축가 테오도르 젤리더의 계획에 따라 지어졌다. 알브레히트 알렉산드르 드 푸르탈레 백작은 이스탄불에서 프로이센 외교관으로 몇 년을 보냈다.

## 갤러리

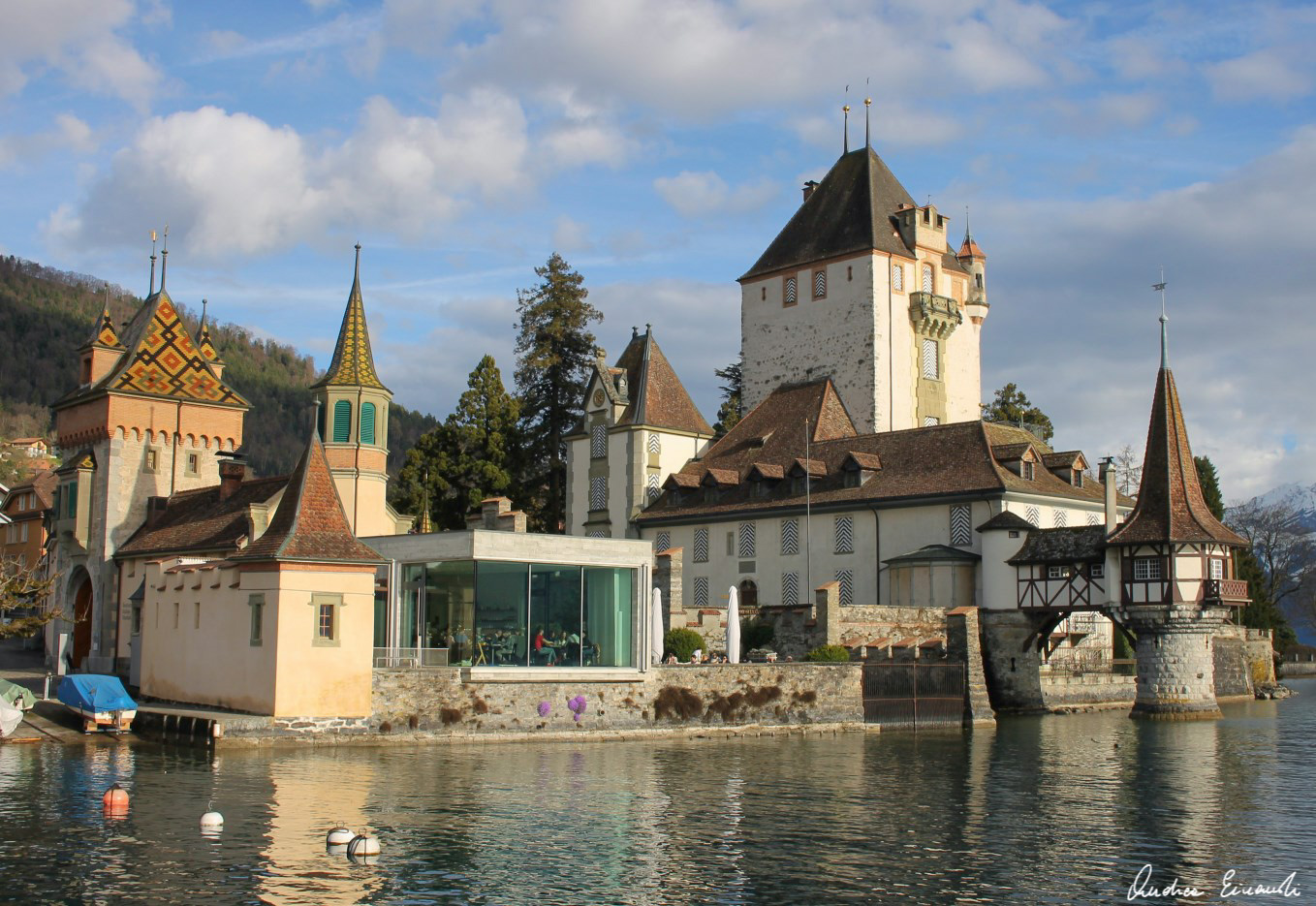
오버호펜성
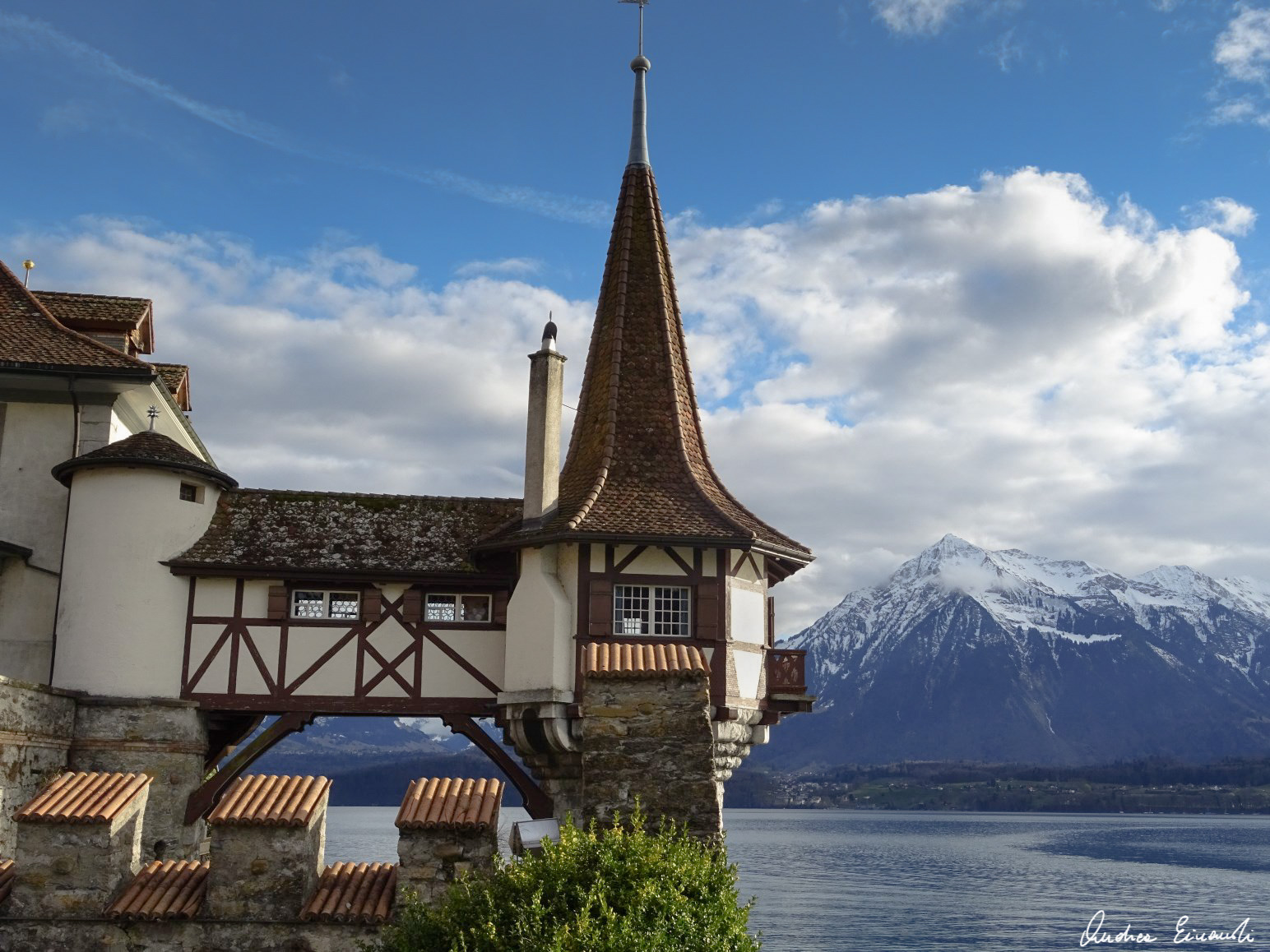
수중탑
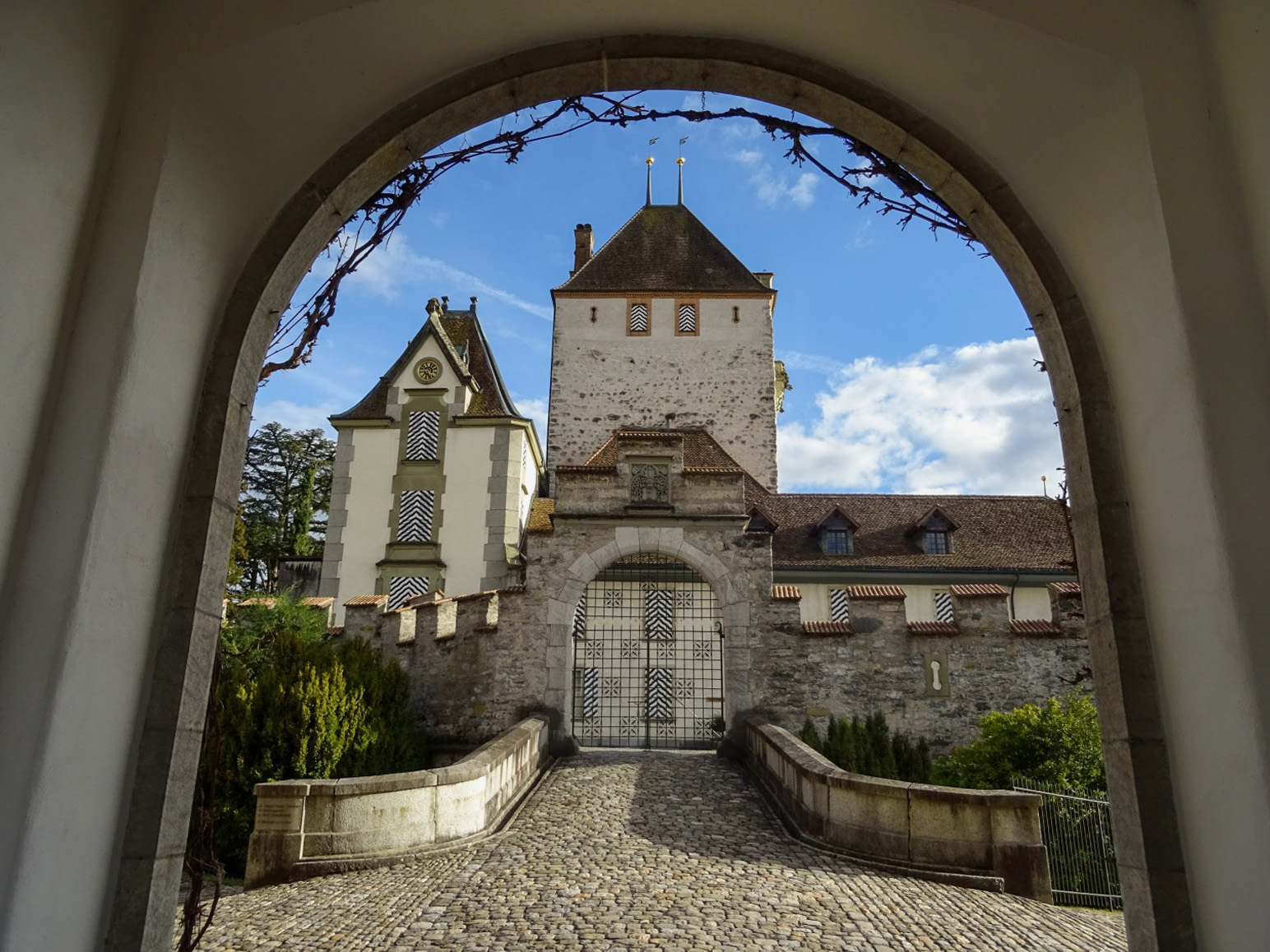
내성문